# Gilles Vimbert
Gilles Vimbert (né le 27 juillet 1966 à Sainte-Adresse) est un athlète français, spécialiste du 400 mètres haies.

## Biographie
Il est sacré champion de France du 400 mètres haies en 1987 à Annecy.
Il participe aux championnats du monde d'athlétisme 1987 à Rome, où il s’incline dès les séries du 400 m haies.
Son record personnel, établi en 1987 à La Chaux-de-Fonds, est de 49 s 96.